# Braffais
Braffais is een plaats en voormalige gemeente in het Franse departement Manche (regio Normandië) en telt 172 inwoners (2005). De plaats maakt deel uit van het arrondissement Avranches. Braffais is op 1 januari 2016 gefuseerd met de gemeenten Plomb en Sainte-Pience tot de gemeente Le Parc.

## Geografie
De oppervlakte van Braffais bedraagt 5,8 km², de bevolkingsdichtheid is 29,7 inwoners per km².
De onderstaande kaart toont de ligging van Braffais met de belangrijkste infrastructuur en aangrenzende gemeenten.

## Demografie
Onderstaande figuur toont het verloop van het inwonertal (bron: INSEE-tellingen).